# Tasa de retorno energético
Se conoce como tasa de retorno energético (TRE) o, en inglés, EROEI, ERoEI (energy returned on energy invested), EROI (energy return on investment) y, menos frecuentemente, eMergy, al cociente de la cantidad de energía total que es capaz de producir una fuente de energía y la cantidad de energía que es necesario emplear o aportar para explotar ese recurso energético:

{\displaystyle {\text{TRE}}={\frac {E_{\text{total fuente}}}{E_{\text{invertida}}}}}

Un cociente menor o igual que 1 indica que la energía de la fuente es menor o igual a la energía consumida. Por el contrario, un cociente mayor que 1 indica que la energía total es mayor que la energía invertida y queda, en consecuencia, un saldo neto positivo. Expresando la energía total que es capaz de producir la fuente como suma de la energía invertida y la energía neta, el cociente se puede expresar como:

{\displaystyle {\text{TRE}}={\frac {E_{\text{invertida}}+E_{\text{neta}}}{E_{\text{invertida}}}}}

Una fuente de energía será tanto mejor cuanto mayor sea su TRE, puesto que eso implica que se obtiene una mayor cantidad de energía neta utilizable por cada unidad de energía invertida en ella. Por el contrario, una tasa de retorno inferior a la unidad implica que esa fuente no es rentable en términos energéticos: para su funcionamiento consume más energía de la que produce.

## Tasa de retorno energético de las principales fuentes de energía
Con el auxilio teórico de la TRE es posible comparar eficazmente fuentes energéticas diversas entre sí, desde la simple leña (biomasa) hasta la energía solar fotovoltaica, que requiere una considerable inversión energética en la fabricación de los paneles solares.
La estimación de la TRE es, en primer término, sencilla: se trata de calcular, de manera matemática y precisa, la cantidad de energía primaria que es necesario aportar para llevar a cabo todos los procesos implicados en la extracción energética de la fuente que se evalúa. Sin embargo, y aunque medir la TRE de un proceso físico sencillo es algo exento de ambigüedad, no existe un acuerdo estandarizado sobre qué actividades deben ser incluidas en la medida de la TRE de un proceso económico. Es decir, ¿hasta dónde hay que llevar la cadena de procesos necesarios para explotar una fuente de energía? Por ejemplo, si se emplea acero para realizar las perforaciones petrolíferas ¿es preciso incluir en el cálculo del EROEI del petróleo la energía utilizada en la fabricación de ese acero? ¿y la energía empleada en la construcción de las fundiciones que fabricaron el acero? ¿y la empleada en alimentar a los trabajadores que construyeron esas fundiciones? Por este motivo, aunque no exista una norma, a la hora de comparar las TRE de dos fuentes energéticas es necesario que estas hayan sido calculadas con criterios homologables: por ejemplo, considerar la energía empleada en la fabricación de los materiales necesarios, pero ya no la de construcción de las plantas más allá del primer eslabón de la cadena de suministros.
En la tabla siguiente, tomada de AspoItalia, se recopilan las estimaciones de la TRE de las principales fuentes energéticas:
| Fuentes                                                    | TRE Cleveland           | TRE Elliott | TRE Hore-Lacy | TRE (Otros) |
| Combustibles fósiles                                       |                         |             |               |             |
| Petróleo - Hasta 1940 - Hasta 1970 - Hoy                   | > 100 23 8              | 50 - 100    |               | 5 - 15      |
| Carbón - Hasta 1950 - Hasta 1970                           | 80 30                   | 2 - 7       | 7 - 17        |             |
| Gas natural                                                | 1 - 5                   |             | 5 - 6         |             |
| Pizarra bituminosa                                         | 0,7 - 13,3              |             |               | < 1         |
| Energía nuclear                                            |                         |             |               |             |
| Uranio 235                                                 | 5 - 100                 | 5 - 100     | 10 - 60       | < 1         |
| Plutonio 239                                               |                         |             |               |             |
| Fusión nuclear                                             |                         |             |               | < 1         |
| Energías renovables                                        |                         |             |               |             |
| Biomasa                                                    |                         | 3 - 5       | 5 - 27        |             |
| Hidroeléctrica                                             | 11,2                    | 50 - 250    | 50 - 200      |             |
| Eólica                                                     |                         | 5 - 80      | 20            |             |
| Geotérmica                                                 | 1,9 - 13                |             |               |             |
| Solar - Mediante colectores - Térmica - Fotovoltaica       | 1,6 - 1,9 4,2 1,7 - 10  | 3 - 9       | 4 - 9         | 7 - 20      |
| Etanol - De caña de azúcar - De maíz - De residuos de maíz | 0,8 - 1,7 1,3 0,7 - 1,8 |             |               | 0,6 - 1,2   |
| Metanol (de madera)                                        | 2,6                     |             |               |             |

### El caso del petróleo
El ejemplo más clásico de tasa de retorno decreciente es el de la explotación industrial de los yacimientos de petróleo: hacia la mitad del siglo XIX, momento en el que el principal productor de petróleo del mundo eran los Estados Unidos, para extraer un barril de crudo sólo era necesario invertir un 1% de la energía contenida en el mismo, es decir, se obtenía una TRE de 100. Esto se entiende fácilmente: los primeros yacimientos contenían un petróleo de altísima calidad a escasas profundidades, en lugares accesibles y fáciles de explotar (Texas...); de forma que la energía necesaria para la exploración, perforación, extracción, bombeo y transporte del crudo era muy poca.
A medida que los yacimientos más accesibles y superficiales se agotaron, fue necesario buscar, explorar y perforar a mayor profundidad o en lugares menos convenientes: lejanos de los centros de consumo, en alta mar o en Alaska, de tal manera que los costes energéticos de estas extracciones han ido creciendo con el tiempo: en la actualidad la TRE de la extracción de petróleo se evalúa entre 5 y 15 dependiendo de los autores: invirtiendo el mismo barril de petróleo que en 1850, el resultado obtenido son de 5 a 15 barriles, en vez de 100. Hoy la tasa de retorno es mucho más baja, y es probable que siga disminuyendo.
En cuanto a los hidrocarburos provenientes de yacimientos o reservorios no convencionales (pizarras bituminosas o alquitranes pesados) su rendimiento energético es claramente inferior al del petróleo convencional, debido a la gran cantidad de energía que es necesario invertir en la manipulación de las enormes cantidades del material en el que están embebidos los hidrocarburos y en su tratamiento térmico. Hay autores que evalúan la TRE de parte de estos hidrocarburos por debajo de la unidad.
Esta tendencia decreciente en la TRE del petróleo marca que el agotamiento de éste como fuente de energía no se producirá en el momento en el que las reservas mundiales de petróleo lleguen a cero, sino mucho antes: cuando el coste energético de la extracción de las reservas restantes sea igual al contenido energético de dichas reservas.

### La energía eólica
La tasa de retorno energético de la energía eólica es igual a la energía eléctrica generada a lo largo de la vida útil de una turbina eólica dividida entre la suma de la energía requerida para construir la máquina y su infraestructura, más el coste energético de su mantenimiento a lo largo de su vida útil, más el coste energético de su desmantelamiento. La TRE de la energía eólica varía de 5 a 35, con una media de unas 18 veces. La TRE es fuertemente proporcional al tamaño del aerogenerador, de modo que los generadores más grandes de última generación son los que obtienen los valores mayores del rango, de hasta una TRE de 35. Puesto que la energía producida es, en cualquier caso, varias veces la energía consumida, hay una ganancia de energía neta.

### Los biocombustibles
La generación de energía mediante el etanol, procedente de cultivos específicamente dedicados a su producción, presenta una tasa de retorno energético próxima a la unidad; según algunos autores en torno a 1,2, mientras que según otros esta TRE estaría por debajo de la unidad. Investigaciones recientes indican que esta forma de generación energética tiene potencialidades como para alcanzar una TRE de 5,4. Esta tecnología cuenta sin embargo con el serio inconveniente de utilizar los mismos recursos (tierras de cultivo) que los empleados para producir alimentos, por lo que obliga a deforestar bosques o selvas, o bien a disminuir la producción de alimentos, haciendo subir los precios de los alimentos, siendo las consecuencias de todo esto difícilmente computables en el cálculo de la TRE.
El metanol, o «alcohol de madera», tiene para su uso práctico la dificultad de ser muy tóxico, con la posibilidad de toxicidad incluso por vía inhalada o cutánea. Puede producir ceguera (caso del metílico, en 1963) o incluso la muerte, aunque uno de sus primeros antídotos pueda ser el etanol. Este problema hace poco viable al metanol como fuente de energía de uso general.